# Andreas Kemper

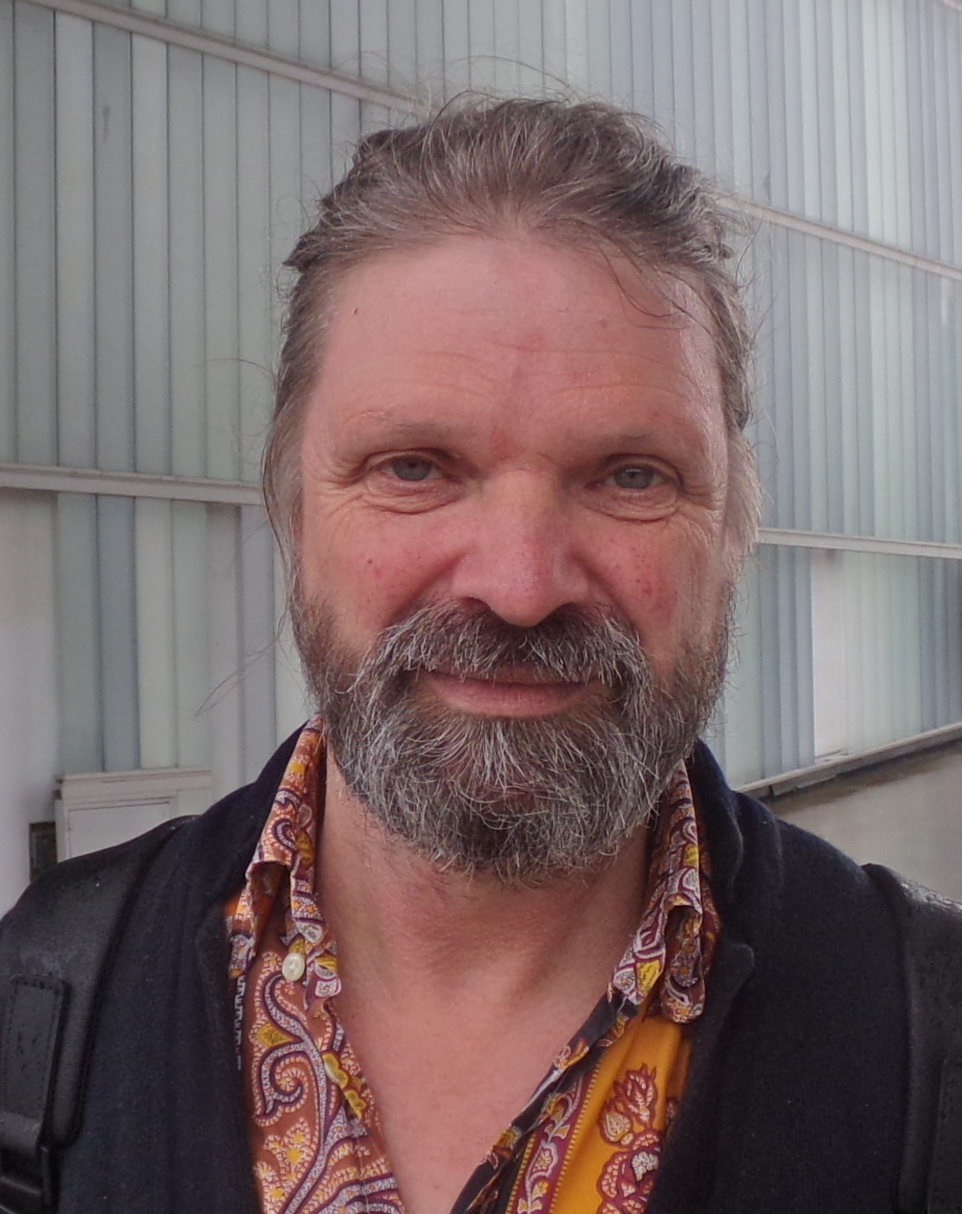
Andreas Kemper (2024)

Andreas Kemper (* 11. April 1963 in Nordhorn) ist ein deutscher Publizist und Soziologe. Er arbeitet zum Begriff des Klassismus und ist Autor kritischer Publikationen zu antidemokratischen Tendenzen in der AfD.

## Leben
Kemper wuchs in Nordhorn auf, wo beide Eltern in der Textilindustrie arbeiteten. Er studierte Philosophie, Soziologie und Pädagogik an der Universität Münster und der FU Berlin. 2005 legte er das Magister-Examen ab. Titel der in Münster eingereichten Magisterarbeit ist Möglichkeiten der Bildungspolitik für Arbeiterkinder.

## Aktivitäten
2003 initiierte Kemper an der Universität Münster die erste Vollversammlung studierender Arbeiterkinder. Er gründete dort das bundesweit erste AStA-Referat für finanziell und kulturell benachteiligte Studierende (fikuS-Referat), das sich mit der Selbstorganisation von Arbeiterkindern im Bildungsbereich beschäftigt.
Gemeinsam mit Heike Weinbach publizierte er 2009 das Buch Einführung in den Klassismus. Der Begriff des „Klassismus“ war laut Gudrun Perko zu dem Zeitpunkt im deutschsprachigen Raum relativ unbekannt. In den Folgejahren veröffentlichte er zwei Monographien zur Männerrechtsbewegung.
Zwischen 2014 und 2016 kam Kemper in verschiedenen Veröffentlichungen zum Ergebnis, dass der AfD-Politiker Björn Höcke unter dem Pseudonym Landolf Ladig in NPD-nahen Medien Texte publiziert hatte, die „unverblümt NS-verherrlichend“ gewesen seien. Ein im Februar 2017 eingeleitetes (und später aufgehobenes) Parteiausschlussverfahren gegen Höcke begründet der AfD-Bundesvorstand unter anderem mit der mutmaßlichen Identität Höckes mit jenem Pseudonym und verwies dabei auch auf die entsprechenden Veröffentlichungen Kempers. 2018 verlas der Präsident des Amtes für Verfassungsschutz Thüringen, Stephan J. Kramer, zur Begründung der ersten offen angekündigten Überprüfung der AfD große Teile eines Kemper-Artikels aus der Zeitschrift graswurzelrevolution. Das Verfassungsschutz-Gutachten zur AfD vom Januar 2019 folgte Kempers Recherchen und hält es für „nahezu unbestreitbar“, dass Höcke mit Landolf Ladig identisch ist, und verortet ihn offiziell als dem Rechtsextremismus nahe.
Ab Juli 2017 war Kemper einer der Initiatoren des Online-Projekts Agent*In, das vom Gunda-Werner-Institut in der Heinrich-Böll-Stiftung unterstützt und nach Kritik Anfang August 2017 wieder vom Netz genommen wurde. Im März 2018 startete er als presserechtlich Verantwortlicher das Wiki Diskursatlas Antifeminismus, das als Relaunch von Agent*in gilt. Dieses finanziere er „aus eigener Tasche“.
Im Rechtsstreit zwischen der Stadt Essen und der AfD um die Vermietung der Grugahalle zur Ausrichtung des AfD-Bundesparteitages Ende Juni 2024 beauftragte die Stadt Kemper mit einer Expertise, welche die Wahrscheinlichkeit von strafbaren Äußerungsdelikten während des Parteitages bewerten sollte. Gestützt auf dieses Gutachten veranlasste die Stadt die nachträgliche Kündigung des bereits im Vorjahr abgeschlossenen Vertrages. Laut dem Verwaltungsgericht Gelsenkirchen fehlt Kempers Expertise jedoch „bei genauer Betrachtung jeder empirische Gehalt“. Die Stellungnahme sei weder wissenschaftlich, noch belege sie eine „tatsachenbasierte Prognose“. Die nachträgliche Kündigung sei widerrechtlich erfolgt.

## Schriften (Auswahl)

### Monographien
- Klassismus: Eine Einführung. Mit Heike Weinbach. Unrast, Münster 2009, ISBN 978-3-89771-467-0.
- [r]echte Kerle. Zur Kumpanei der MännerRECHTSbewegung (= Unrast transparent, Rechter Rand. Band 4). Unrast, Münster 2011, ISBN 978-3-89771-104-4.
- Rechte Euro-Rebellion: Alternative für Deutschland und Zivile Koalition e. V. edition assemblage, Münster 2013, ISBN 978-3-942885-49-2.
- Sarrazins Correctness: Ideologie und Tradition der Menschen- und Bevölkerungskorrekturen. Unrast, Münster 2014, ISBN 978-3-89771-561-5.
- Privatstädte. Labore für einen neuen Manchesterkapitalismus. Unrast, Münster 2022, ISBN 978-3-89771-175-4.

### Einzelbeiträge und Herausgeberschaften
- Utopien eines nicht-ausgrenzenden Bildungssystems. In: Ingolf Erler (Hrsg.): Keine Chance für Lisa Simpson? Soziale Ungleichheit im Bildungssystem, Mandelbaum Verlag, Wien 2007, ISBN 978-3-85476-220-1, S. 291–304
- Die deutschsprachigen Quellen Sarrazins. In: Michael Haller, Martin Niggeschmidt (Hrsg.): Der Mythos vom Niedergang der Intelligenz. Von Galton zu Sarrazin. Die Denkmuster und Denkfehler der Eugenik. Wiesbaden 2012, S. 49 ff.
- als Herausgeber: Die Maskulisten. Organisierter Antifeminismus im deutschsprachigen Raum. Unrast, Münster 2012, ISBN 978-3-89771-523-3. (Darin als Autor: Männerbewegung versus Männerrechtsbewegung. S. 28–45 und Maskulinismus als Virtualität – Breiviks Antifeminismus. S. 101–121.)
- Reproduktion männlicher Machtverhältnisse in der Online-Enzyklopädie Wikipedia. Mit Charlott Schönwetter. In: Andreas Heilmann et al. (Hrsg.): Männlichkeit und Reproduktion. Zum gesellschaftlichen Ort historischer und aktueller Männlichkeitsproduktionen, Springer VS, Wiesbaden 2015, ISBN 978-3-658-03983-7, S. 271–290
- Klassismus im Bildungssystem: Zur virtùellen Gewalt des sich senkenden Blicks. In: Alexander Fleischmann, Doris Guth (Hrsg.): Kunst. Theorie. Aktivismus. Emanzipatorische Perspektiven auf Ungleichheit und Diskriminierung, Transcript Verlag, Bielefeld 2015, ISBN 978-3-8376-2620-9, S. 199–230. doi:10.14361/9783839426203-008
- »… Die neurotische Phase überwinden, in der wir uns seit siebzig Jahren befinden«. Zur Differenz von Konservativismus und Faschismus am Beispiel der »historischen Mission« Björn Höckes (AfD). Rosa-Luxemburg-Stiftung Thüringen, 2016 (PDF, überarbeitete und erweiterte Version der ursprünglichen Online-Publikation der Rosa-Luxemburg-Stiftung Thüringen).
- Klassismus. Eine Bestandsaufnahme. Hrsg. Landesbüro Thüringen Friedrich-Ebert-Stiftung, Erfurt 2016, ISBN 978-3-95861-524-3 (pdf)